# Station Wilderen
Station Wilderen is een voormalig spoorwegstation langs spoorlijn 23 (Drieslinter-Tongeren) in Wilderen, een deelgemeente van de stad Sint-Truiden.
In 1894 werd de spoorweghalte Wilderen geopend. Het beheer gebeurde vanuit het station Zoutleeuw. Het stationsgebouw werd in 1895 opgetrokken en is van het type 1893 L4. Het wordt tegenwoordig uitgebaat als gastronomisch eetcafé.
0,0: Drieslinter ·
4,1: Zoutleeuw ·
7,0: Wilderen ·
9,9: Sint-Truiden ·
12,2: Melveren ·
13,1: Bernissem ·
15,4: Ordingen ·
18,7: Hoepertingen ·
22,0: Rullingen ·
22,6: Borgloon ·
24,3: Kerniel ·
27,3: Jesseren ·
28,9: Piringen ·
33,4: Tongeren